# 小皮院清真寺
小皮院清真寺是位于西安市莲湖区小皮院的一座清真寺，也被称为“小皮院清真北大寺”、“真教寺”或“万寿寺”。小皮院清真寺的具体创建年代已不可考，但该寺不晚于1312年建立。

## 建筑
小皮院清真寺占地面积约八千七百多平方米，分为南北两个院落，其中主体部分的北院为三间四进式院落，建筑坐南朝北。寺内有陕西清真寺内唯一的明代蟠龙御道。
清真寺后院是阿訇的墓地，其中有宋元时旅居长安的传教士筛海（长老）传教士，黄金山巴巴、柳大鹏巴巴的墓。

## 历史
慈禧、光绪在西安逃难期间，光绪皇帝曾为清真寺题“教崇西域”，慈禧为清真寺提题写“派衍天方”。
抗日战争时，该寺曾被日军空袭，但炸弹为哑弹，清真寺免遭厄运。